# Yu-Kwan-sun-Arena
Die Yu-Kwan-sun-Arena ist eine große Sporthalle in Cheonan, Chungcheongnam-do, Südkorea. Die Halle wurde vom 31. Juli 1999 bis 2001 erbaut und im selben Jahr eröffnet.
Die Halle wurde ab dem Jahr 2001 regelmäßig benutzt. Zwischen 2001 und 2009 trug die Frauenbasketballmannschaft Cheonan KB Savers ihre Heimspiele hier aus, ehe sie nach Cheongju umzog. 2005 zogen mit der Männervolleyballmannschaft Cheonan Hyundai Capital Skywalkers, sowie der Frauenvolleyballmannschaft Cheonan Heungkuk Life Pink Spiders zwei weitere Nutzer in die Halle ein. 2009 zog das Volleyballfrauenteam allerdings nach Incheon um, sodass die Halle seit 2010 nur noch von den Skywalkers genutzt wird für die V-League-Spiele.